# بورونوو
بورونوو (به لهستانی:  Boronów) یک روستا در لهستان است که در گمینا بورونوو واقع شده‌است. بورونوو ۲٬۷۹۳ نفر جمعیت دارد.